# Roberto Castagnola
Roberto Castagnola (Avellaneda, 1899 – ...) è stato un calciatore argentino, di ruolo difensore.

## Caratteristiche tecniche
Giocava come difensore destro.

## Palmarès

### Club

#### Competizioni nazionali
- Copa Campeonato: 1

Racing Club: 1918
- Copa Ibarguren: 1

Racing Club: 1918
- Primera División (AAm): 3

Racing Club: 1919, 1921, 1925